# Franz Reizenstein
Franz Theodor Reizenstein (Nuremberg, 7 juin 1911 – Londres, 15 octobre 1968) est un compositeur et pianiste britannique, allemand de naissance. Il quitte l'Allemagne pour se réfugier en Angleterre en 1934 où il mène sa carrière, comme interprète et professeur au Royal Northern College of Music et à l'Université de Boston.

## Biographie
Les parents de Franz Reizenstein, Albert Reizenstein (1871–1925) et Lina Kohn (1880–?), sont tous deux nés à Nuremberg en Allemagne. La famille juive compte de nombreux musiciens professionnels et des membres de la famille à l'inclination musicale.
Reizenstein grandit à Nuremberg et est considéré comme un enfant prodige. Il compose sa première pièce à cinq ans et à l'âge de 17 son premier quatuor à cordes. Sa famille d'artistes l'encourage à jouer de la musique de chambre à la maison et finalement il est envoyé à la Berliner Hochschule für Musik pour y étudier avec Paul Hindemith.

### Émigration
En 1934, à 23 ans, il émigre en Angleterre pour échapper aux nazis – comme soixante-dix autres compositeurs juifs entre 1933 et 1945. Une fois en Angleterre, il poursuit ses études musicales avec Ralph Vaughan Williams au Royal College of Music et commence à incorporer des éléments de la musique anglaise dans ses œuvres. Il étudie aussi le piano pendant onze ans, avec Solomon Cutner. Il devient ensuite professeur à la Royal Academy of Music et au Royal Northern College of Music de Manchester. Parmi ses élèves on trouve Philip Martin à qui il enseigne piano et composition. Ses fonctions sont étendues à la composition lorsqu'il séjourne six mois, en tant que professeur de composition invité à l'université de Boston aux États-Unis, où il donne également des concerts de ses œuvres.
Reizenstein publie sa première œuvre en 1936, sa Suite pour piano, op. 6. Il gagne encore plus d'attention pour la « virtuosité et la flamboyance » de Prologue, Variations and Finale, op. 12, composé pour le violoniste Max Rostal. L'œuvre étant inspiré par une longue tournée entreprise en Amérique du Sud avec un autre violoniste légendaire, Roman Totenberg. Reizenstein travaille tant comme pianiste que compositeur.
Au début de la Seconde Guerre mondiale, Reizenstein, en tant qu'Allemand, est interné au camp principal de Douglas, sur l'île de Man. Il continue à composer pendant son séjour dans le camp, mais est vite libéré avec les autres internés qui ne constituent pas une menace pour les Britanniques.
Il compose plusieurs œuvres de chambre, des pièces pour piano qui sont très appréciées, ainsi que des œuvres pour orchestre, ouvertures et concertos : un concerto pour cordes, deux pour piano, un pour violon et un pour violoncelle. Reizenstein est bien connu pour son quintette avec piano en ré majeur, op. 23 (1949), à propos duquel le critique Lionel Salter écrit dans Gramophone en juillet 1975 : « [il] se tient aux côtés de celui de Chostakovitch comme le plus remarquable des quintettes avec piano de ce siècle. »
Il a aussi écrit deux opéras, Men Against the Sea (1949) et Anna Kraus (1952) et deux partitions d'orchestre somptueuses pour deux films d'horreur de Hammer Film Productions, La Malédiction des pharaons (The Mummy, 1959) et le film culte britannique, Le Cirque des horreurs (Circus of Horrors, 1960).

### Hoffnung Festivals
Reizenstein a contribué au célèbre Concerto Popolare (« un concerto pour piano pour en finir avec tous les concertos pour piano ») pour le premier festival musical Gerard Hoffnung en 1956. Les festivals d'Hoffnung étaient des événements de comédie, fondés sur la connaissance musicale du public. Le prémisse du Concerto Popolare présente l'orchestre croyant jouer le premier concerto de Tchaïkovski, alors que le pianiste croit jouer le Concerto de Grieg… Une bataille rangée en musique en découle, où sont convoqués d'autres thèmes tels que la Rhapsody in Blue, le Concerto de Varsovie et la chanson de music-hall Roll Out the Barrel (en)). Le soliste de la création était Yvonne Arnaud (également une actrice renommée), qui a été choisie après que le premier choix d'Hoffnung, Eileen Joyce, eut décliné l'offre.
Aussi populaires étaient ses variations sur The Lambeth Walk, sur une chanson populaire des années 1930, pour piano. Chaque variation étant une parodie dans le style d'un grand compositeur classique : Chopin, Verdi, Beethoven, Mozart, Schubert, Wagner et Liszt.

## Famille
Marié en Angleterre, le couple Reizenstein a un fils.
Par la famille de sa mère, Kohn, Reizenstein est un proche de l'écrivain Catherine Yronwode.